# Association pour l'avancement des sciences et des techniques de la documentation
l’Association pour l'avancement des sciences et des techniques de la documentation (ASTED), était une association professionnelle nationale, culturelle et scientifique, à but non lucratif créée en 1973  pour l’avancement des sciences et des techniques de la documentation.
Le 12 novembre 2018, l'Asted se transforme et devient la Fédération des milieux documentaires (FMD).

## Histoire

### 1943: création de l'ACBI
Le 11 novembre 1943, un groupe de bibliothécaires, composé majoritairement de religieux (dont le Père Paul-Aimé Martin, c.s.c. et le Père Paul-Albert Trudeau, c.s.v), ont pris l’initiative de fonder la première association des bibliothécaires de langue française dénommée Association canadienne des bibliothèques d’institutions (ACBI). Parmi les laïcs, on retrouve Marie-Claire Daveluy et Juliette Chabot.
En janvier 1945, paraît le premier numéro de la Revue des bibliothèques qui se veut l'organe de l'association. Les statuts des membres du premier Conseil de l’ACBI y sont précisés. Roméo Boileau, c.s.c. fut élu président, alors que Marie-Claire Daveluy et Paul-Aimé Martin, c.s.c. sont respectivement choisis comme vice-présidente et vice président. Paul-Albert Trudeau, c.s.v joue le rôle de secrétaire, et Juliette Chabot, Gérard Houle, s.j., ainsi que Benoit Baril assument les fonctions de conseillers.
Le 17 février 1945 a eu lieu la première réunion de l’ACBI à la Bibliothèque Municipale de Montréal. L'association change rapidement de nom pour devenir ACBC (Association canadienne des bibliothèques catholiques) ce qui s'explique par le fait que la plupart des bibliothèques appartenaient à des institutions régies par des prêtres ou des religieuses (écoles, hôpitaux, collèges) au Québec à cette époque.

### 1948-1960: changement de nom et de lettre: de l'ACBC à l'ACBLF
Cependant, en 1948, l’ACBC change à nouveau de nom, signe des temps, pour devenir l'Association canadienne des bibliothécaires de langue française (ACBF) après la révision et la refonte de sa constitution.  
Le dernier numéro de la Revue des bibliothèques parut en février 1947 (Vol. 5, no. 2), mais il était important pour les professeurs de la jeune École des bibliothécaires de l'Université de Montréal, fondée en 1937 par Marie-Claire Daveluy, qu'ils puissent disposer d'un espace pour communiquer le résultat de leurs recherches et leurs réflexions. C'est pourquoi la revue Lectures réserva, à partir de 1947, et pendant sept ans, un feuillet de huit pages pour leur section «Bibliotheca». La cofondatrice de l'ACBI, Juliette Chabot, exprime en 1955, la reconnaissance de l'ACBF pour cet accueil. 
En 1960, l’acronyme ACBF est remplacé par ACBLF pour mieux représenter le nom complet en ajoutant la lettre « L » au sigle.

### 1973: création de l’ASTED
L’Association pour l'avancement des sciences et des techniques de la documentation est née le 1er novembre 1973, à la suite du rapport de la Commission de révision des objectifs et des structures de 1972 présidée par Jean-Rémi Brault. Les membres de l’Association canadienne des bibliothécaires de langue française (ACBLF) ont approuvé les recommandations de cette commission qu'ils avaient eux-mêmes mise sur pied, lors de l’Assemblée générale annuelle tenue à Québec. Cette commission fut présidée par Marcel Hudon, membre du nouveau Conseil de direction, et avait pour mission de tirer les conclusions des réflexions les changements déjà amorcés durant la période de la révolution tranquille par l’ACBLF.
Le 24 octobre 1973, en vue de poursuivre ceux-ci suivant une direction cohérente, l’ASTED reçoit ses lettres patentes du registraire dont l’enregistrement a été fait à la date du 1er novembre 1973.
Le 31 décembre 1973 marque la fin de l'ACBLF.  
Le 1er janvier 1974, sous la présidence de Jean-Rémi Brault, les opérations de la nouvelle Association ont démarré officiellement avec de nouveaux objectifs et de nouvelles structures.    

## Publications
- Documentation et bibliothèques

## Catalogue de l’ASTED
Le catalogue de l’ASTED permet d'accéder aux publications les plus récentes des maisons d’éditions françaises : Electre et KLOG, y compris une partie de l’ensemble de leurs publications. 
L'ASTED contribue aux normes de catalogage, de classification et d’échange des métadonnées en collaboration avec des comités canadiens. 
- Éditions ASTED

## Partenariat
L'ASTED participe au Forum des partenaires de Bibliothèque et Archives Canada (BAC), à la traduction française de normes sur la bibliothéconomie et les sciences de l'information en compagnie d'autres institutions évoluant dans le domaine telles que : la Bibliothèque et Archives Nationales du Québec (BAnQ), Bibliothèque et Archives Canada (BAC) et la Bibliothèque nationale de France (BnF). L'ASTED est également membre permanent à la Commission canadienne du droit de prêt public et au caucus canadien organisé lors du congrès annuel de la Fédération internationale des associations et institutions de bibliothèques (IFLA). 

## Fonds
L'Association a créé deux fonds au profit de ses membres :

### Fonds de recherche et de développement Hubert-Perron
L'ASTED encourage les recherches à travers le Fonds de recherche et de développement Hubert-Perron dans le cadre des projets de recherche et de développement pour l’avancement des sciences et des techniques de la documentation et de l’information. Pour être admissible aux subventions de recherche, il est nécessaire d'être membre de l'association, à l'exception des membres du comité du Fonds de recherche et de développement Hubert-Perron, et de répondre aux critères d’évaluation.   

### Fonds bibliothèque globale
Le 26 mai 2017 l'ASTED lance le Fonds bibliothèque globale dont le but est la promotion de projets internationaux dans la francophonie en développement (ex.: coopération, prix international, bourse, etc.). Ce fonds est créé à la suite de la dissolution de la Fondation pour une bibliothèque globale (FBG) en mars 2017. 

## Formation
Une série de Webinaires et d'activités de formation sont organisés mensuellement en vue de permettre aux membres, aux étudiants et aux non membres de parfaire leurs connaissances dans le domaine.

## Comités thématiques
Grâce à l’implication de ses bénévoles dans un ou plusieurs groupes d’intérêt, l’Association continue à maintenir une offre d’activités dans ses différents comités : 